# Cadrezzate con Osmate
Cadrezzate con Osmate (Cadregiá con Üsmàa in dialetto varesotto) è un comune italiano di 2 717 abitanti della provincia di Varese in Lombardia.
Si tratta di un comune sparso nato nel 2019 dalla fusione di Cadrezzate (rimasta sede comunale) ed Osmate.

## Storia

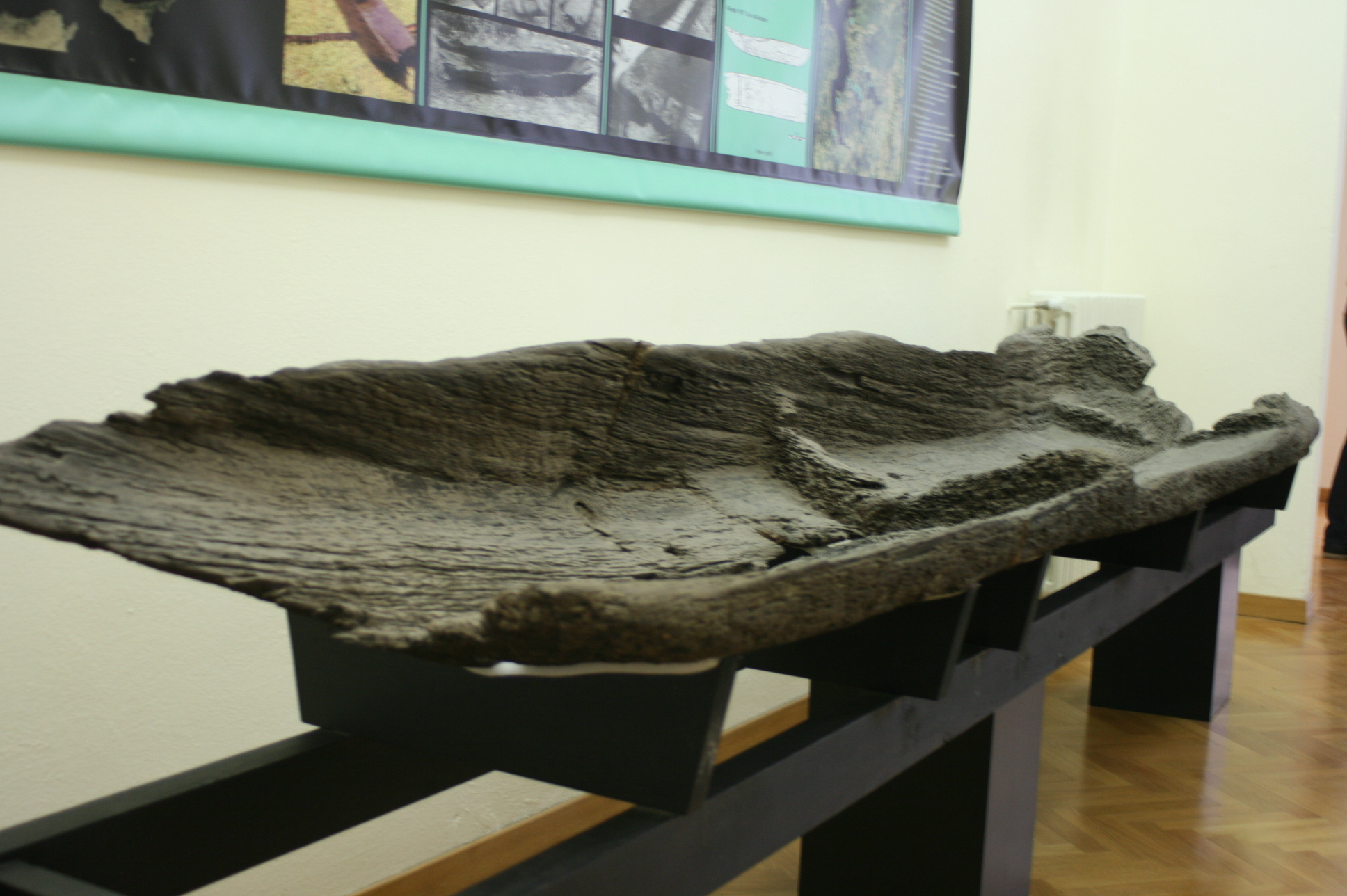
La "piroga del lago di Monate", rinvenuta a Cadrezzate ed esposta a Villa Mirabello in Varese.

A Cadrezzate e sulle zone in riva al lago di Monate sono stati ritrovati, in località Il Sabbione o settentrionale, insediamenti palafitticoli, che nel 2011 hanno meritato il loro inserimento nella prestigiosa lista del Patrimonio dell'umanità dell'UNESCO assieme ad altri antichi insediamenti sulle Alpi palafitticoli di età preistorica. Fra i ritrovamenti più conosciuti ci sono le piroghe monossili rinvenute nell'agosto del 1971 e nel 1975, una delle quali è conservata al museo civico di Villa Mirabello di Varese. Durante l'Ottocento sono stati rinvenuti reperti risalenti all'età del Bronzo, dando ulteriore prova del fatto che la zona fosse abitata già in tempo antico. Successivamente il territorio fu occupato dai celti ed in seguito anche dalle popolazioni romane.
Fino alla fine del XVIII secolo Osmate fa parte del feudo dei marchesi Litta Visconti Arese. In sostituzione del feudatario governava la famiglia Besozzi. Nel 1796 l'avvento delle armate Napoleoniche portò all'abolizione di ogni forma di governo feudale e alla soppressione del Monastero delle Monache Agostiniane del Sacro Monte sopra Varese. Le monache trovarono rifugio presso la parrocchia di Osmate, ma riottennero il convento con il ritorno delle armate austriache. Negli anni dal 1873 al 1892, Osmate era parte del Comune chiamato Lentate Verbano. Nel 1893 ottenne la sede municipale e il cambio del nome in Osmate-Lentate. Nel 1929 Lentate si distaccò ed entrò a far parte del comune di Sesto Calende; a partire dal 1970 il comune venne ufficialmente nominato Osmate.
Anticamente la comunità di Osmate rendeva culto alla divinità pagana Oscio Mater, da cui il villaggio mutuò anche il proprio nome. Con la conversione al cristianesimo, sulle rovine del vecchio tempio venne eretto il primo edificio di culto, dove celebrava la messa il cappellano di Cadrezzate.
L'ente municipale attuale è stato istituito a seguito della fusione dei preesistenti comuni di Cadrezzate (che è rimasta sede municipale) ed Osmate, ratificata dalla legge regionale numero 3 dell'11 febbraio 2019, prendendo atto del risultato di un referendum tenuto nei due comuni il 28 ottobre 2018.

### Simboli
Dall'atto della costituzione, il comune di Cadrezzate con Osmate non ha ancora adottato un proprio stemma ufficiale; ciò malgrado l'articolo 4.2 dello statuto comunale prevedesse l'adozione gonfalone e stemma entro sei mesi dall'approvazione della statuto stesso (avvenuta con delibera n.28 del 30/10/2020).

In pratica tuttavia, nella propria comunicazione istituzionale, impiega congiuntamente gli stemmi dei due previgenti comuni. 

Stemma di Cadrezzate
Stemma di Osmate

## Monumenti e luoghi d'interesse

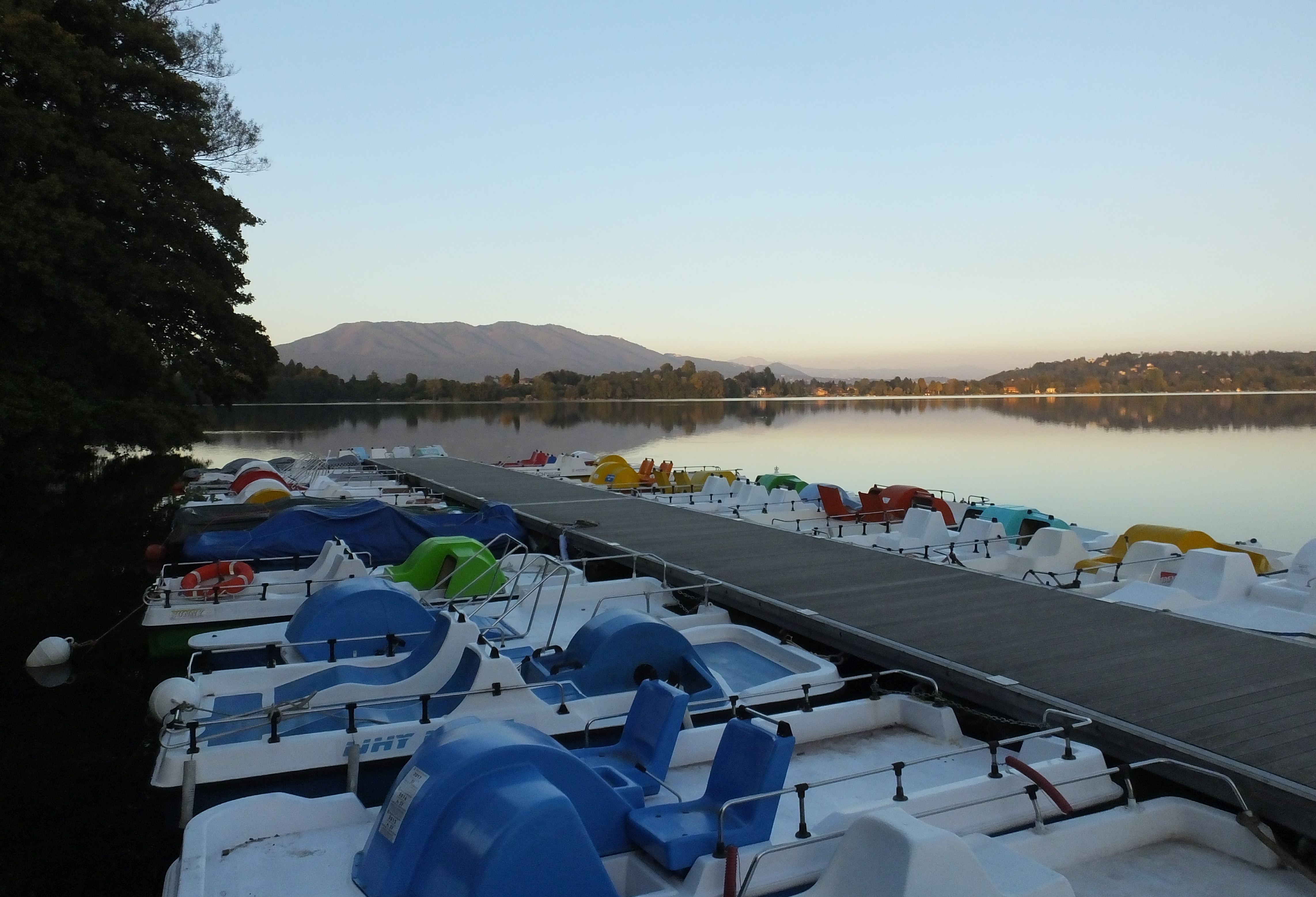
il Lago di Monate visto dal parco comunale di Cadrezzate

Il territorio comunale si affaccia settentrionalmente sul lago di Monate e non è distante dalla sponda lombarda del lago Maggiore nonché dal lago di Comabbio e da quello di Varese; ciò fa di Cadrezzate con Osmate una località interessata dal turismo balneare.
Nel comune è inoltre localizzato il Sabbione, uno dei 111 siti palafitticoli preistorici attorno alle Alpi sparsi fra Svizzera, Austria, Francia, Germania, Italia e Slovenia, inclusi dal 2011 nell'elenco del patrimonio dell'umanità dell'UNESCO.

## Società

### Evoluzione demografica
Abitanti censiti

### Etnie e minoranze straniere
Gli stranieri residenti a Cadrezzate con Osmate al 31 dicembre 2022 sono 314 (di cui 126 uomini e 188 donne) e rappresentano il 16,2% della popolazione.  
Di seguito le comunità nazionali più numericamente significative:  
| Nazione  | Maschi | Femmine | Totale | % str  | % tot |
| -------- | ------ | ------- | ------ | ------ | ----- |
| Romania  | 20     | 31      | 51     | 16,24% | 1,91% |
| Marocco  | 11     | 21      | 32     | 10,19% | 1,20% |
| Ucraina  | 11     | 16      | 27     | 8,60%  | 1,01% |
| Spagna   | 9      | 16      | 25     | 7,96%  | 0,94% |
| Belgio   | 13     | 11      | 24     | 7,64%  | 0,90% |
| Francia  | 12     | 8       | 20     | 6,37%  | 0,75% |
| Germania | 9      | 11      | 20     | 6,37%  | 0,75% |

## Amministrazione
| Periodo          | Periodo        | Primo cittadino       | Partito             | Carica      | Note          |
| ---------------- | -------------- | --------------------- | ------------------- | ----------- | ------------- |
| 15 febbraio 2019 | 27 maggio 2019 | Gaetano Losa          |                     | Comm. pref. | [ 11 ]        |
| 27 maggio 2019   |                | Cristian Robustellini | lista civica Unione | Sindaco     | [ 12 ] [ 13 ] |